# Hans J. C. Aall
Hans Jørgen Christian Aall (4. listopadu 1806 Holt – 24. února 1894 Oslo) byl norský právník a politik.

## Život
Hans Aall se narodil roku 1806 ve vesnici Holt jako syn politika a podnikatele Jacoba Aalla. Navštěvoval nejprve Drammen Latin School. Poté, co tuto školu v roce 1822 absolvoval, začal se studiem práv na Univerzitě v Oslu. V roce 1827 zde získal titul Master of Arts. Následně se stal právníkem. Mezi lety 1829 až 1840 byl válečným právníkem v Bergenské brigádě. Současně s tím studoval námořní právo a zapojoval se do komunální politiky. Od roku 1840 pracoval jako soudce na diecézním soudu v Bergenu. V roce 1845 založil první námořní pojišťovnu v Norsku. Mezi lety 1842–1845, 1851, 1854, 1859–1860, 1862–1863, 1864 a 1868–1869 působil jako poslanec norského parlamentu, jednu dobu dokonce jako jeho prezident. V roce 1846 se stal guvernérem hrabství Telemark a tuto funkci zastával až do roku 1877. Byl zastáncem rozvoje dopravy a komunikací, zasadil se zejména o železnici z Drammenu do Skien. Oženil se s Mariane, rozenou Møllerovou. Na sklonku života se s ní přestěhoval do Osla, kde v roce 1894 zemřel.